# Шопты-Карабас
Шопты-Карабас (каз. Шөпті Қарабас) — пересыхающее озеро в Карабалыкском районе Костанайской области Казахстана. Находится к востоку от посёлка Смирновский.
По данным топографической съёмки 1958 года, площадь поверхности озера составляет 2,22 км². Наибольшая длина озера — 1,8 км, наибольшая ширина — 1,6 км. Длина береговой линии составляет 5,1 км, развитие береговой линии — 1,02. Озеро расположено на высоте 208 м над уровнем моря.
По данным обследования экспедицией ГГИ от 18 сентября 1956 года, площадь поверхности озера составляет 2,1 км². Максимальная глубина — 1,7 м, объём водной массы — 2,2 млн. м³, общая площадь водосбора — 46,8 км².